# Saúl Craviotto
Saúl Craviotto Rivero (Lérida, 3 de novembro de 1984) é um canoísta espanhol especialista em provas de velocidade.

## Carreira
Foi vencedor da medalha de ouro no K-2 500 m em Pequim 2008, junto com o colega de equipa Carlos Pérez.
Obteve ainda uma medalha de prata no K-1 200 m em Londres 2012. Nos Jogos Olímpicos de Verão de 2024, em Paris, conquistou a medalha de bronze na competição do K-4 500 m masculino, ao lado de Carlos Arévalo, Marcus Cooper Walz e Rodrigo Germade.